# Cisterna di Latina
Cisterna di Latina település Olaszországban, Lazio régióban, Latina megyében. Lakosainak száma 36 266 fő (2024. november 30.). Cisterna di Latina Aprilia, Artena, Cori, Latina, Norma, Sermoneta és Velletri községekkel határos.

## Népesség
A település lakossága az elmúlt években az alábbi módon változott:
| Lakosok száma | 36 923 | 36 980 | 36 159 | 36 266 |
|               | 2017   | 2018   | 2023   | 2024   |